# Vastu shastra
Le Vastu shastra (vāstu śāstra) est la science de l'architecture de l'Inde antique. Dénommé aussi sthapatyaveda, ou Shilpa Shastras (en), cet art millénaire traite de la construction des bâtiments (l’emplacement, les chemins d’accès, l’orientation, l’équilibre énergétique, les matériaux, la décoration) et des temples (leurs proportions, leur orientation selon les points cardinaux...). 

## Caractéristiques
C'est un mot sanskrit qui peut être traduit littéralement par « la science de l'architecture. »  Des textes trouvés en Inde décrivent les principes fondamentaux de cette discipline liés à la conception, l'orientation, les mesures, la préparation du sol, l'aménagement de l'espace et de la géométrie. Le Vastu shastra s'intègre dans les croyances traditionnelles hindoues. Ses principes sont destinés à mettre en symbiose architecture et nature, environnement et conscience. Pour cela, le Vastu Shastra prend en considération les fonctions des différentes parties de la construction et utilise des motifs géométriques (yantra) issus de croyances ancestrales et applique un principe de symétrie et d'alignements directionnels.
Le Vastu est utilisé encore aujourd'hui, que ce soit en Inde ou en Occident,,.

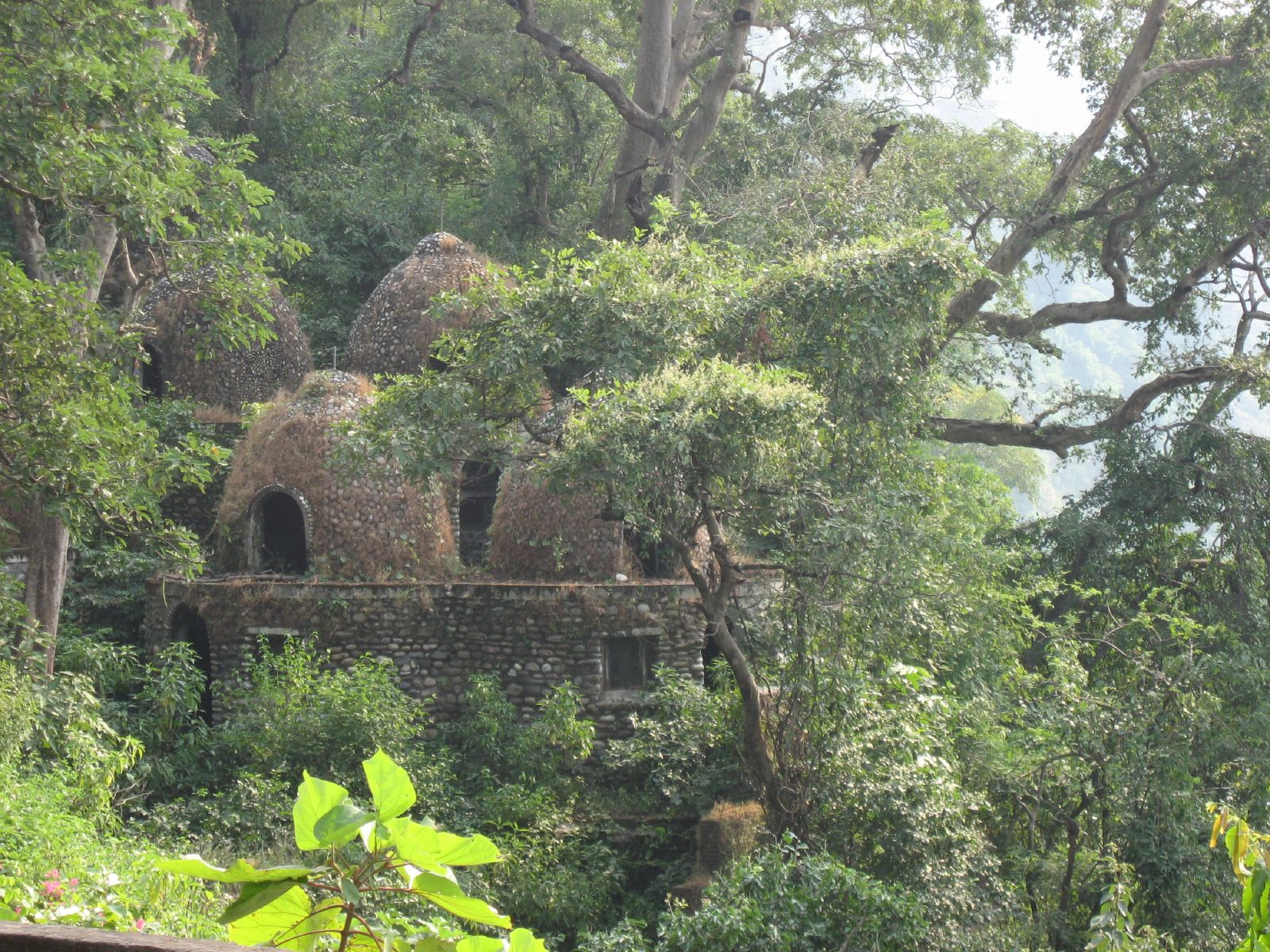
Salles de méditation à l'ancien ashram de Maharishi Mahesh Yogi, maintenant en ruines. Ce site respecte les lois du Vastu.
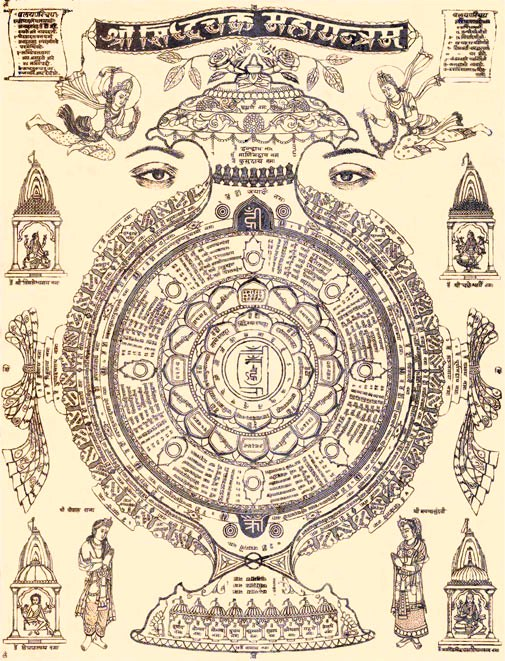
Siddha Chakra Yantra.